# Marco Delgado
Marco Antonio Delgado, noto anche come Marky (Glendora, 16 maggio 1995), è un calciatore statunitense, di origini messicane, centrocampista del Los Angeles FC.

## Carriera

### Club
Dopo aver giocato 3 anni nei Chivas USA, nel gennaio 2015 viene acquistato dal Toronto.
Il 21 gennaio 2022 passa al LA Galaxy.

### Nazionale
Ha fatto parte della nazionale Under-20 statunitense.

## Palmarès
- Canadian Championship: 3

Toronto: 2016, 2017, 2018
- MLS Supporters' Shield: 1

Toronto: 2017
- Campionato MLS: 2

Toronto: 2017
LA Galaxy: 2024